# Breitling Jet Team
Das Breitling Jet Team war die größte zivile Kunstflugstaffel Europas. Es hatte seine Heimatbasis in Dijon, Frankreich, und flog Aero L-39 Albatros. Breitling hatte sein Sponsoring zum Ende des Jahres 2019 beendet, woraufhin dann der Flugbetrieb eingestellt wurde. 

## Geschichte

### Vorgeschichte auf Propellerflugzeugen
1980 begann Jacques Bothelin, der heutige Teamchef, mit einer Mudry CAP 10 an Flugshows in Frankreich teilzunehmen. 1982 wurde er Mitglied eines Teams mit drei SIAI-Marchetti SF260, das von Martini gesponsert wurde und sich „Patrouille Martini“ nannte. Zur gleichen Zeit gründete Bothelin am damaligen Basis-Flugplatz in Darois das Unternehmen Apache Aviation, welches Serviceleistungen für eine Vollzeit-Kunstflugstaffel anbot. 1988 wechselte das Team auf Pilatus PC-7.
Nachdem Martini aufgrund von gesetzlichen Werbeverboten von Alkoholika-Herstellern in Frankreich vom Sponsoring des Teams zurückgetreten war, übernahm dieses das Unternehmen Ecco, eine Zeitarbeits-Agentur, womit der Name zu „Patrouille Ecco“ geändert wurde. Zu dieser Zeit wurde der Radius von Flugschauen auf Europa, Nordafrika und den Nahen Osten erweitert. Zu dieser Zeit bestand die Flotte aus vier PC-7.
1997 fusionierte Ecco mit einem Schweizer Unternehmen zu Adecco, sodass sich auch der Name des Teams zu „Patrouille Adecco“ änderte. 1998 kündigte Adecco das Sponsoring, woraufhin Jacques Bothelin und Philippe Laloix mit zwei PC-7s das Team „Les Apaches“ gründeten.

### Jet-Team
2001 bot sich das algerische Unternehmen Khalifa als neuer Sponsor an. Infolgedessen wurden die PC-7 durch Aero L-39 Albatros Jets ersetzt und der Name zu „Khalifa Jet Team“ geändert. Sein Debüt feierte das Team im Mai 2002 und flog in dieser Saison als Viererteam in sechs europäischen Ländern.
Trotz des Erfolgs beendete Khalifa sein Engagement im Jahr 2003. Nach einer kurzen ungewissen Zukunft übernahm der Schweizer Uhrenhersteller Breitling das Sponsoring und ermöglichte den Ausbau der Flotte auf eine Größe von sieben Jets.
Der Inhaber von Breitling bot 2013 sein Jet-Team der Schweizer Luftwaffe an für den Fall des drohenden Endes des Flugzeugs F-5 Tiger II und somit der Auflösung der Patrouille Suisse.

### Unfälle
Stefano Rosa, der von 1988 bis 1994 Staffelmitglied der Frecce Tricolori war und als Pilot von Pony 7 das Ramsteiner Unglück unversehrt überstanden hatte, kam 20 Jahre später bei einem Flugunfall in Norditalien ums Leben. Am 20. November 2008 geriet er, mittlerweile 47-jährig, während einer Kunstflugübung des Breitling Jet Teams mit seiner Maschine aus der Bahn und flog neben dem kurz zuvor aufgelassenen Militärflugplatz von Vicenza in ein Reihenhaus, das in Flammen aufging. Die Bewohner nahmen keinen Schaden, weil sie sich auf der entgegengesetzten Gebäudeseite aufhielten.
Am 15. September 2012 stürzte der Jet Nummer zwei des Breitling Jet Team ab, beide Crewmitglieder konnten sich mit dem Schleudersitz retten. Der Jet stürzte auf ein Feld nahe der Kleine Brogel Air Force Base. Niemand wurde verletzt.